# Cardiobacteriaceae
Cardiobacteriaceae es una familia de proteobacterias que se incluye en su propio orden, Cardiobacteriales.
- Datos: Q149618
- Especies: Cardiobacteriaceae